# Igor Pučko
Igor Pučko, slovenski košarkar, košarkarski trener in pravnik, * 11. marec 1969, Pulj
Igor Pučko je začel košarko igrati v Košarkarskem klubu Libela Celje, s katero je od svojega 16 leta nastopal v 1.B jugoslovanski članski ligi in postal republiški prvak. Ob nastanku Republike Slovenije je s Košarkarskim klubom Celje nastopal v 1. Slovenski košarkarski ligi. Zaradi bolezni je pri 23 letih zaključil z igralsko kariero, košarkarsko pot pa nadaljeval kot trener. V svoji dolgoletni trenerski karieri je v Sloveniji vodil KK Celje, KK Kemoplast Šentjur, KK Kemoplast Alpos Šentjur, KK Zagorje Banka Zasavje, KK Hopse Polzela, Celjski KK, KK Rudar Trbovlje, KK PRO-TEK Zasavje, KK Hrastnik, KK Luxuris Celje, KK ECE Celje in KK Medvode. V tujini je kot trener deloval v Avstriji, kjer je v sezoni 2019/2020 in 2020/2021 vodil drugoligaška kluba KOŠ Celovec in Worthersee Piraten.
Največje trenerske uspehe je doživel s KK Kemoplast Šentjurjem, s katerim je osvojil 1. mesto v 2. Slovenski košarkarski ligi in v 1. Slovenski košarkarski ligi pod spremenjenim nazivom kluba Košarkarski klub Kemoplast Alpos Šentjur večkrat igral ligo za prvaka. Zaradi uspehov kluba iz Šentjurja je Pučko leta 2001 prejel vabilo Košarkarske zveze Slovenije na slovenski All-stars 2001/2002 in na tej prireditvi skupaj s Predragom Kruščićem, trenerjem KK Pivovarna Laško vodil moštvo Vzhoda, ki je z rezultatom 104:86 premagalo moštvo Zahoda, ki sta ga vodila najuspešnejši slovenski košarkarski trener Zmago Sagadin in Sašo Filipovski.
Pučko je večje trenerske uspehe dosegel še z KK Zagorje Banka Zasavje, s katerim je v 1. Slovenski košarkarski ligi igral ligo za prvaka. Z KK Rudar Trbovlje se je veselil uvrstitve v 1. Slovensko košarkarsko ligo, kjer je ekipa nastopala pod imenom KK PRO-TEK Zasavje. KK Medvode je brez poraza vodil do 1. mesta v 3. Slovenski košarkarski ligi, isti uspeh je dosegel tudi z KK Luxuris Celjem. Obe ekipi je uspešno vodil v višjem rangu tekmovanja, v 2. Slovenski košarkarski ligi. V tem tekmovanju je uspešno vodil še Celjski KK, KK Hrastnik in KK Hopsi Polzela, s katerim se je uvrstil na zaključni turnir osmerice pokalnega tekmovanja za Pokal Spar.
Kot vodja mlajših kategorij je s KK Zlatorog Laško osvojil kadetski naslov državnega prvaka Slovenije in se z ekipo pionirjev veselil uvrstitve na zaključni turnir najboljših štirih ekip v državi. Preizkusil se je tudi v vlogi športnega direktorja KK Luxuris Celje in kratek čas kot košarkarski komentator na komercialni športni televiziji Sportklub. Skupaj s slovenskim košarkarskim trenerjem Goran Jovanovićem je vodil mednarodni košarkarski kamp v Wasserburgu (Nemčija).
Pučko je zaradi trenerskih uspehov večkratni prejemnik občinskih priznanj, nagrad za najboljšega trenerja, ki jih je v posamični kategoriji podeljevala Košarkarska zveza Slovenije, v sezoni 2000/2001 je bil najbolje ocenjeni prvoligaški trener s strani športnega časopisa Ekipa. V svoji trenerski karieri je treniral in vodil številne članske reprezentante Slovenije, reprezentante Slovenije v mlajših kategorijah oziroma v članski reprezentanci Slovenije v tekmovanju 3x3, ki je v tej panogi postala svetovni prvak, kot so: Samo Udrih, Goran Jurak, Sandi Čebular, Davorin Škornik, Žiga Zagorc, Stanko Sebič, Andrej Maček, Gašper Ovnik. Bil je mentor nekaj mlajšim košarkarskim trenerjem tako doma, kot v tujini.
V Slovarju slovenskih frazemov je na strani 156 avtor Janez Keber citiral izjavo košarkarskega trenerja Kemoplast Alpos Šentjurja Igorja Pučka, pod frazemom: "dali smo vse od sebe", ki ga je ta v intervju za časopis Delo podal 5. februarja 2001. 
Igor Pučko je univerzitetni diplomirani pravnik in dolgoletni sekretar na Ministrstvu za izobraževanje, znanost in šport.